# Шатерников, Валерий Андреевич
Валерий Андреевич Шатерников (1930—1986) — советский учёный-биохимик и физиолог, доктор биологических наук (1970), профессор (1973), член-корреспондент АМН СССР (1980). Директор Института питания АМН СССР (1978—1983).

## Биография
Родился 8 марта 1930 года в Москве.
С 1948 по 1953 год обучался на биологическом факультете Московского университета. 
С 1953 по 1960 год на научно-исследовательской работе в НИИ биофизики в должностях ординатора и младшего научного сотрудника. С 1960 по 1962 год на научной работе в Центральном научно-исследовательском институте медико-биологических проблем спорта в должности старшего научного сотрудника. 
С 1962 по 1966 и с 1978 по 1986 год на научно-исследовательской работе Институте питания АМН СССР в должностях — заведующий клинико-биохимической лабораторией, с 1978 по 1983 год — директор этого НИИ, с 1983 по 1986 год — заведующий лаборатории физиологии и биохимии пищеварения. 
С 1966 по 1978 год на научной работе в ГНИИ стандартизации и контроля медицинских биологических препаратов имени Л. А. Тарасевича в должности заместителя директора этого института.

### Научно-педагогическая деятельность
Основная научно-педагогическая деятельность В. А. Шатерникова была связана с вопросами в области биохимии и физиологии, диагностики и лечения атеросклероза, постгастрорезекционных осложнений, хронического панкреатита, патологии поджелудочной железы. В. А. Шатерников занимался исследованиями в области критериев оценки качества ферментов  поджелудочной железы и желудочных желез при использовании их в составе ферментных лекарственных препаратов. В. А. Шатерников являлся членом Президиума Всесоюзного и ряда иностранных биохимических обществ.
В 1958 году защитил диссертацию на соискание учёной степени кандидат биологических наук по теме: «Влияние рентгеновского облучения на всасывание гликокола в тонком кишечнике», в 1970 году он защитил диссертацию на учёную степень доктор биологических наук по теме: «Исследование ферментов поджелудочной железы и их ингибиторов в норме и при ряде заболеваний органов пищеварительного тракта», в 1973 году ему было присвоено учёное звание — профессор. В 1980 году был избран член-корреспондентом АМН СССР. Под руководством В. А. Шатерникова было написано более ста семидесяти научных трудов, в том числе монографий, он являлся заместителем ответственного редактора редакционного отдела «Питание» Большой медицинской энциклопедии и главным редактором научно-практического журнала «Вопросы питания».
Скончался 21 мая 1986 года. Похоронен в Москве на Ваганьковском кладбище (участок 20а).